# Conde de Évoramonte
Conde de Évoramonte é um título nobiliárquico criado de juro e herdade e com Honras de Parente pelo Príncipe-Regente D. João em nome da Rainha D. Maria I de Portugal por Carta de 2 de Outubro de 1797 em favor de Manuel de Godoy, Príncipe da Paz e 1.º Duque de Sueca.

## Condes de Évoramonte (1797)

### Titulares
1. Manuel de Godoy (1767–1851), Príncipe da Paz e 1.º Duque de Sueca
2. Carlota Godoy y Borbón (1800–1886), 2.ª Duquesa de Sueca
3. Carlos Ruspoli y Álvarez de Toledo (1858–1936), 3.º Duque de Sueca, neto do antecessor
4. Camilo Carlos Ruspoli y Caro (1904–1975), 4.º Duque de Sueca
5. Carlos Ruspoli y Morenés (1932–2016), 5.º Duque de Sueca
6. Luis Carlos Ruspoli y Sanchiz (1963), 6.º Duque de Sueca, sobrinho do antecessor

### Armas
As armas dos Duques de Sueca. Escudo xadrezado de ouro e azul. Coroa de Conde.